# NGC 3565
NGC 3565 هو اصطدام مجري، يقع في كوكبة الباطية. اكتشف في 1886، وقد اكتشفه أورموند ستون.

## روابط خارجية
- NGC 3565 على موقع ويكي سكاي: DSS2, SDSS, GALEX, IRAS, Hydrogen α, X-Ray, Astrophoto, Sky Map, Articles and images